# Арура (єгипетська)
| S29 | V13 · V2 | X1 · O39 |

| S29 | V13 · V2 | X1 · O39 |

 Арура  (або  Арура setat ,  Арура setjat ) — це одиниця вимірювання площі, яка була поширена у стародавніх єгиптян.
Арура дорівнює 100 королівським ліктям, тобто 10 000 ліктів  2 , що приблизно становить 2735,29 м  2 .
Арура складалася з:
| D41 |

 (rmn), remen — еквівалентно 1 / 2 арури; приблизно 1367,65 м  2 ;
| Z9 |

 (ḥsb), heseb — еквівалентно 1 / 4 арури; приблизно 683,82 м  2 ;
| G38 |

 (sȝ), sa — еквівалентно 1 / 8 арури, приблизно 341,91 м  2 .
| M12 |

 (ḫȝ), xa — еквівалентно 1 / 10 арури, приблизно 273,53 м  2 .
| a |

 ( mḥ ),  meh  — один  лікоть землі  еквівалентний 1 / 100 арури, приблизно 27,35 м  2 .
 Кілька складних Арура setjat :
| M12 | N16 · Z1 · N23 |

 (ḫȝ-tȝ),  xata  — еквівалентно приблизно 10 арурам, приблизно 27352,9 м  2 .
| H | A | t | N37 | M12 |

 (ḥȝt), hat — еквівалентно 10 арурам, приблизно 27352,9 м  2 .